# مالکوم گودوین
مالکوم گودوین (به انگلیسی: Malcolm Goodwin) بازیگر آمریکایی است.
از جمله فیلم‌هایی که او در آن به ایفای نقش پرداخته است می‌توان گانگستر آمریکایی (۲۰۰۷) و سریال دیترویت ۱-۸-۷ (۱۱-۲۰۱۰) و پادشاهان فرار (۲۰۱۱-تاکنون) ، کلاه چرمی‌ها، دیوانه از بیرون و آی زامبی را نام برد.